# Ekström Grand Prix Racing
Ekström Grand Prix Racing war ein kurzlebiges Motorsportteam, das 1985 mit schwedischer Lizenz fuhr. Ekström bestritt zwei Rennen in der Formel-3000-Europameisterschaft und versuchte im Winter 1985/86, von einer Schweizer Basis in die Formel 1 aufzusteigen. Das Formel-1-Projekt erhielt breite Aufmerksamkeit vor allem in den Schweizer Medien, scheiterte aber im Vorbereitungsstadium an fehlender Finanzierung.

## Hintergrund
Ekström Racing wurde von der Schwedin Cecilia Ekström und ihrem Ehemann, dem Schweizer George Paulin – nach anderen Quellen: Georg Paulin oder Georg Paolin –, betrieben. 
Cecilia Ekström hatte einigen Quellen zufolge bereits seit den 1970er-Jahren regelmäßige Kontakte zum Automobilsport. Sie wird als Sponsorscout für Teams wie Brabham und Lotus beschrieben. In den 1980er-Jahren soll sie für eine Schweizer Bank gearbeitet haben.
Einer Quelle zufolge fuhr George Paulin bis in die 1980er-Jahre hinein – aus familiären Gründen unter einem Pseudonym – Monopostorennen; möglicherweise nahm er an Rennen der Britischen Formel-3-Meisterschaft teil. Ekströms Bemühungen, einen eigenen Rennstall aufzubauen, hatten danach das Ziel, Paulin als Fahrer in höheren Motorsportklassen zu positionieren. Daraus wurde nichts. Nach mehrjähriger Unterbrechung meldete sich Paulin 1992 für einige Sportwagenrennen; belegt ist aber nur eine Teilnahme am 500-km-Rennen von Monza 1992, bei dem er für das eigene Team GeePee Racing startete. Paulin fiel vor Rennende nach einem Motorschaden seines Argo JM19C aus. Sein letzter belegter Renneinsatz war das 6-Stunden-Rennen von Vallelunga 2000, bei dem er erneut vor Rennende ausfiel. Zwischenzeitlich hatten sich Paulin und Ekström 1995 bemüht, das finanziell angeschlagene Formel-1-Team Pacific Racing zu übernehmen, waren aber am Widerstand des Teaminhabers Keith Wiggins gescheitert.
Nach 2000 wurden Ekström und Paulin mehrfach zum Gegenstand der Schweizer Presseberichterstattung, weil sie wiederholt größere Immobilien zur privaten Nutzung angemietet hatten, ohne Mietzinsen zu zahlen, sodass die Wohnungen zwangsweise geräumt werden mussten. 2005 seien sie schließlich untergetaucht.

## Formel 3000
1985 wurde erstmals auf europäischer Ebene eine Meisterschaft nach dem Reglement der Formel 3000 ausgetragen. Sie hatte in Europa die Formel 2 abgelöst und war konzeptionell auf die Weiterverwendung der 3,0 Liter großen Saugmotoren der Formel 1 ausgerichtet, die dort durch die Reglementumstellung auf Turbomotoren überflüssig geworden waren; in erster Linie ging es um die Cosworth-DFV-Motoren, von denen Mitte der 1980er-Jahre noch mehrere Dutzend Exemplare im Umlauf waren. Zum Beginn der Formel-3000-Saison 1985 meldeten sich neben den bisherigen großen Formel-2-Teams auch zahlreiche kleine Rennställe, die hofften, mit Kundenautos oder mit ausgedientem Formel-1-Material antreten zu können. 
Zu ihnen gehörte Ekström Racing. In einer Quelle heißt es, das Team sei mit dem Ziel gegründet worden, George Paulin als Fahrer in die Formel 3000 zu bringen. Das scheiterte, weil Paulin wegen mangelnder Erfahrung keine Superlizenz erhielt. Als Alternative bemühte sich Ekström zunächst um den Belgier Thierry Tassin, der letztlich allerdings von Eddie Jordan Racing unter Vertrag genommen wurde. Schließlich meldete Ekström den US-Amerikaner Eric Lang, der 1983 in der Britischen Formel-3-Meisterschaft angetreten war. Nach ursprünglichen Planungen wollte das Team in der Formel 3000 einen gebrauchten Tyrrell 012 mit DFV-Motor einsetzen; vor Saisonbeginn entschied sich Ekström allerdings für einen neuen, entsprechend motorisierten March 85B, ein speziell für die Formel 3000 konstruiertes Auto. Leiter des Teams war zu Beginn der Saison Mike Collier.
Das erste Rennen der Saison in Silverstone ließ Ekström aus. Das Team debütierte zwei Wochen später beim zweiten Meisterschaftslauf im britischen Thruxton. Lang qualifizierte den March 85B für den 18. von insgesamt 20 Startplätzen. Im Rennen kam er als Elfter ins Ziel. Im Anschluss an das Rennen gab es Auseinandersetzungen zwischen Lang und Ekström über die Frage, wer von beiden der Eigentümer des vom Team eingesetzten March sei. Lang setzte sich letztlich vor Gericht durch und ließ das Auto sicherstellen. Bis September 1985 gab es daraufhin keine Rennaktivitäten bei Ekström mehr. Erst beim letzten Saisonrennen in Donington Park ging Ekström wieder an den Start. Fahrer war noch einmal Eric Lang, der den March 85B einsetzte. Lang qualifizierte sich hier für den 19. von 21 Startplätzen. Das Rennen beendete er auf Platz 12. Das war das letzte Rennen von Ekström Racing. Lang ging drei Wochen später unter eigenem Namen mit dem March 85B noch beim Curaçao Grand Prix 1985 an den Start, einem nicht zur Meisterschaft zählenden Formel-3000-Rennen in Willemstad, wo er in der 39. Runde nach einem Motorschaden ausfiel.

## Formel 1

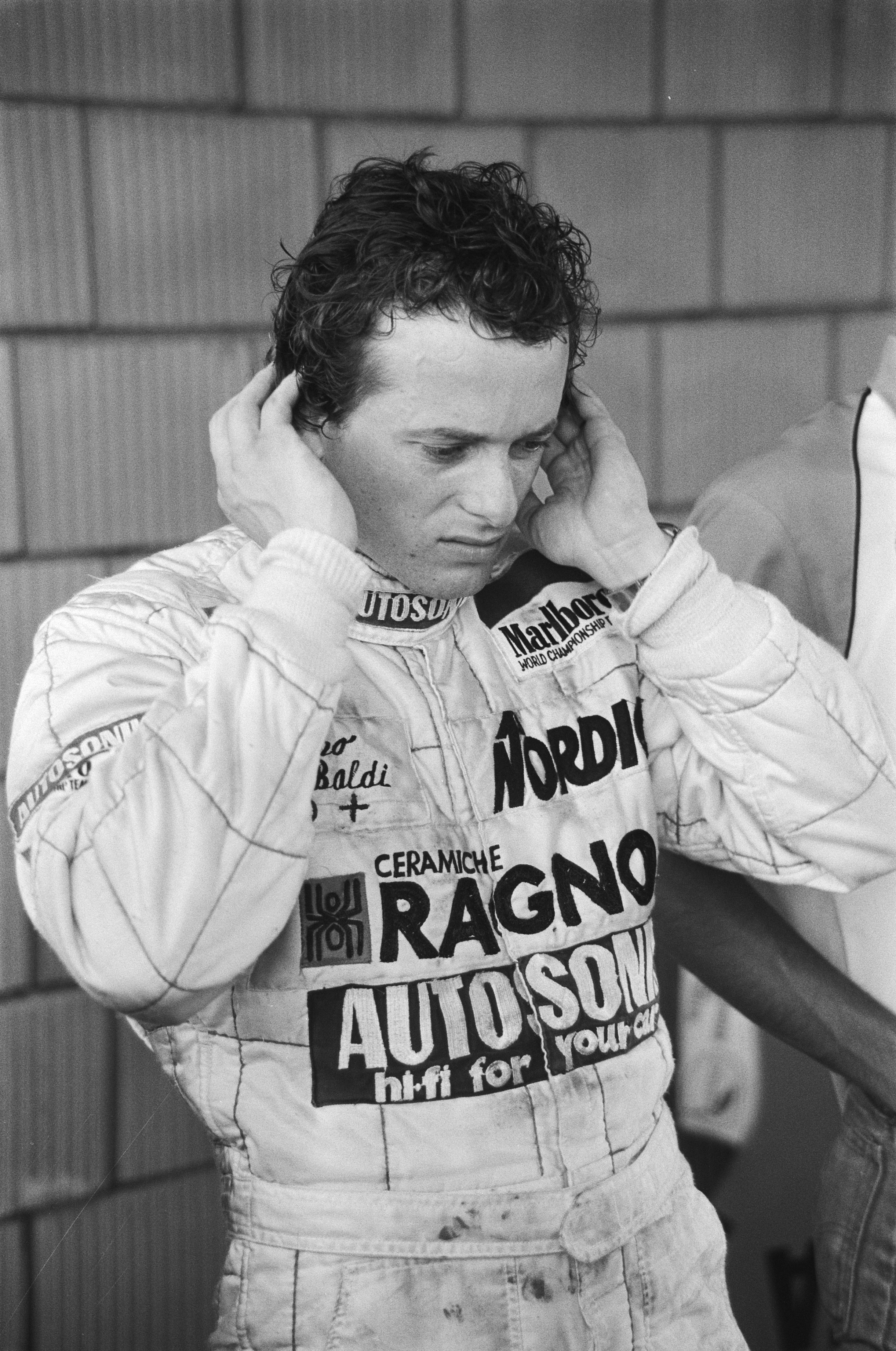
Mauro Baldi

Nach dem Ende der Formel-3000-Saison 1985 entschied sich Cecilia Ekström für den Aufstieg in die Formel 1, die sie nur für geringfügig teurer als die Formel 3000 hielt. Zum Jahresende 1985 baute Ekström in der Schweizer Gemeinde Ilanz in Graubünden eine Zentrale auf, in der zeitweise bis zu 14 Mitarbeiter tätig waren. Der zunächst für den Beginn der Formel-1-Saison 1986 geplante Einstieg kam nicht zustande. Zunächst verschob Cecilia Ekström das Debüt auf den Großen Preis von San Marino 1986, schließlich stellte die den Saisonbeginn 1987 in Aussicht. Am Ende kam es zu keinem Formel-1-Einsatz.

### Sponsorensuche
Cecilia Ekströms Konzept sah den Einsatz von Paydrivern vor. Sie nahm im Laufe des Winters 1985/86 Kontakt zu den Fahrern Kenny Acheson, Philippe Alliot, Eje Elgh und Roberto Moreno auf und bot ihnen gegen Bezahlung ein Formel-1-Cockpit in ihrem Team an. Elgh berichtete rückblickend von einer Forderung in Höhe von 500.000 US-$. Alle lehnten ab; lediglich Mauro Baldi, der seit der Schließung von Spirit Racing im Frühjahr 1985 ohne Vertrag war, war bereit, Sponsorengelder in Höhe von 300.000 US-$ zu vermitteln. Allerdings war die Zahlungsbereitschaft seiner Geldgeber an die vorherige Fertigstellung eines Autos geknüpft. Daneben versuchte Cecilia Ekström, schwedische und Schweizer Investoren als Sponsoren zu gewinnen, unter ihnen die Modekette H&M und den Schweizerischen Bankverein, blieb aber jeweils erfolglos.

### Eigenes Auto: Ekström GP-8601
Anfang 1986 verpflichtete Ekström eine Reihe von Ingenieuren, die nacheinander und teilweise auch parallel Konzepte und Details eines Formel-1-Autos entwarfen. Zu ihnen gehörten Richard Divila, Tim Feast, Wiet Huidekoper, Dave Kelly und Christian Vanderpleyn, die unter anderem für AGS, RAM, Reynard und Zakspeed gearbeitet hatten. Sie waren jeweils nur kurzzeitig für Ekström tätig. Für keinen von ihnen besorgte Ekström die notwendige Arbeitserlaubnis für die Schweiz; einzelne wurden nach kurzer Zeit aus der Schweiz ausgewiesen. In vielen Fällen blieb sie die Bezahlung schuldig.
Tim Feasts erste Entwürfe für den intern Ekström GP-8601 genannten Rennwagen ähnelten dem RAM03, an dessen Konstruktion Feast im vorangegangenen Jahr mitgearbeitet hatte. Als Antrieb sah Ekström den von Carlo Chiti entwickelten Sechszylinder-Turbomotor von Motori Moderni vor, der seit Mai 1985 exklusiv bei Minardi lief, der aber auch anderen Teams angeboten wurde und nach den Vorstellungen seines Konstrukteurs in der Turbo-Ära die Rolle des frei verfügbaren Cosworth DFV einnehmen sollte. Von Chiti erhielt Ekström eine aus Holz gefertigte Attrappe des Motors, aber kein funktionstüchtiges Exemplar.
Ekströms Pläne für ein eigenes Auto wurden nicht realisiert. Einer Quelle zufolge gab Ekström den Bau eines Monocoque bei einem nicht näher benannten italienischen Hersteller – möglicherweise Dallara – in Auftrag; mangels Finanzierung wurde aber nichts gebaut. Im Februar 1986 zeigte Ekström bei einem Interview des Schweizer Fernsehens ein Formel-1-Monocoque; einer Quelle zufolge handelte es sich dabei aber um ein funktionsuntaugliches Teil eines 1984er ATS D7. Einer Quelle zufolge stand Ekström auf einer frühen Meldeliste für den Großen Preis von San Marino, bei dem das Team ein Auto mit Motori-Moderni-Motor für Mauro Baldi an den Start bringen wollte. Ekström erschien in Imola nicht.

### Übernahme des Pakets von Haas
Nachdem klar geworden war, dass ein eigenes Auto nicht zustande kommen würde, bemühte sich Cecilia Eström im Frühjahr 1986 um die Übernahme älterer Rennwagen des Team Haas (USA), die mit Motoren von Hart ausgestattet waren. Bei Haas waren diese Lola THL1 genannten Autos im Frühjahr 1986 obsolet geworden, nachdem das Team exklusiven Zugriff auf die GBA-Turbomotoren von Cosworth erhalten und mit dem THL2 ein darauf zugeschnittenes Auto in Betrieb genommen hatte. Die Übernahme scheiterte, weil sich Ekström und Haas nicht über die Finanzierung einigen konnten.

## Ergebnisse in der Formel 3000
| Saison | Chassis   | Fahrer    | Nr. | 1  | 2 | 3 | 4 | 5 | 6 | 7 | 8 | 9 | 10 | 11 | 12 | Punkte |
| ------ | --------- | --------- | --- | -- | - | - | - | - | - | - | - | - | -- | -- | -- | ------ |
| 1985   | March 85B |           |     |    |   |   |   |   |   |   |   |   |    |    |    | 0      |
| 1985   | March 85B | Eric Lang | 23  | 11 |   |   |   |   |   |   |   |   |    |    | 12 | 0      |